# Pie-O-My
"Pie-O-My" je 44. epizoda HBO-ove televizijske serije Obitelj Soprano i peta u četvrtoj sezoni serije. Napisali su je Robin Green i Mitchell Burgess, režirao Henry J. Bronchtein, a originalno je emitirana 13. listopada 2002.

## Radnja
Trkaći konj Ralpha Cifaretta, "Pie-O-My", pobjeđuje u nekoliko utrka i donosi gomilu novca. Ralph dio dobitaka prosljeđuje Tonyju jer je odabrao pobjedničke strategije. Tonyju konj sve više prirasta srcu, a s vremenom ga počinje zvati "našom curom", za razliku od Ralpha, koji upućuje trenericu da kaže džokeju da "ne štedi s bičem". Kako Ralph nastavlja davati Tonyju dio profita, sve veći Tonyjev udio u pobjedama stvara tenzije između dvojca. 
Carmela kaže Tonyju kako želi uložiti novac u dionice i potpisati životno osiguranje. Tonyjev računovođa savjetuje mu da ne potpisuje policu jer bi ona išla samo u Carmelinu korist u slučaju njegove smrti. Nakon što on konačno popusti i dâ joj dopuštenje za kupnju dionica, ona mu bijesno odvrati kako su dionice već podijeljene i kako su propustili priliku.
Adriana je nezadovoljna Crazy Horseom jer je on postao sastajalište raznih mafijaša. To primjećuju i njezini kontakti iz FBI-a, koji je i dalje pritišću za informacije. Ona postaje sve opsjednutija mišlju da je njezin doušnički identitet otkriven, iako zapravo nitko nema pojma o tome.
Janice se zainteresira za Bobbyja Baccalierija. Umiješa se u razgovor između novopečenog udovca i JoJo Palmice, a zatim večeru koju je JoJo spremila za Bobbyja daje Junioru. Pokušavajući se zbližiti s njim, preuzima zasluge za Carmeline lazanje i savjetuje mu da se više posveti svojem poslu. Nakon što mu Janice kaže kako Junior računa na njega, Bobby se sabere i obavi zadatak koji mu je povjerio Junior: da se sastane s predstavnikom sindikata i zastraši ga da ne mijenja svoj glas na predstojećim izborima.
U međuvremenu, nakon što Junior na televiziji ugleda izvještaj sa svoga suđenja, izražava nezadovoljstvo načinom na koji ga naslikao sudski crtač. U sljedećim ga danima na suđenju zastrašuje prodornim zurenjem.
Kako se nakupljaju veterinarski računi za Pie-O-My, veterinar odbija daljnje liječenje ako mu se ne plati dug. Ralph, međutim, odbija nešto poduzeti nakon što se konj razboli usred noći, proslijedivši poziv na Tonyjev broj, koji odjuri do staje i plati račun. Tony kaže veterinaru da se nada da će se konj "izvući", a zatim odlazi u boks te sjedne uz životinju, gladeći joj vrat i govoreći kako će sve biti u redu.

## Glavni glumci
- James Gandolfini kao Tony Soprano
- Lorraine Bracco kao dr. Jennifer Melfi *
- Edie Falco kao Carmela Soprano
- Michael Imperioli kao Christopher Moltisanti
- Dominic Chianese kao Corrado Soprano, Jr.
- Steven Van Zandt kao Silvio Dante
- Tony Sirico kao Paulie Gualtieri *
- Robert Iler kao A.J. Soprano *
- Jamie-Lynn Sigler kao Meadow Soprano *
- Aida Turturro kao Janice Soprano
- Joe Pantoliano kao Ralph Cifaretto
- Drea de Matteo kao Adriana La Cerva
- Federico Castelluccio kao Furio Giunta

* samo potpis

### Gostujući glumci
| - Jerry Adler kao Hesh Rabkin - Ayelet Argaman kao posjetiteljica toplica - Sharon Avendano kao službenica - Bruce Barney kao veterinar - Dan Castleman kao tužitelj - David Copeland kao Joey Cogo - Tony Darrow kao Larry Boy Barese - Matthew Del Negro kao Brian Cammarata - James Farrell kao član sastava #3 - Santo Fazio kao Teddy Genaretti - Robert Funaro kao Eugene Pontecorvo - Joseph R. Gannascoli kao Vito Spatafore - Sabrina Gennarino kao Nina - Lola Glaudini kao agentica Deborah Ciccerone - Dan Grimaldi kao Patsy Parisi - Aaron Gryder kao džokej - Manon Halliburton kao Lois Pettit - John E. Kelly kao fotograf | - Ben Lipitz kao Don Rictora Jr. - Walter J. Lockhart kao član sastava #4 - Bruce MacVittie kao Danny Scalercio - Angelo Massagli kao Bobby Baccalieri Jr. - Joe Napoleone kao barmen - Arthur J. Nascarella kao Carlo Gervasi - Rosa Nino kao Iñez Muñoz - Christopher O'Hara kao član sastava #1 - Annika Pergament kao TV voditeljica - David Pittu kao Norman - Richard Portnow kao tužitelj Hal Melvoin - Danny Roselle kao član sastava #2 - Julie Ross kao sudska službenica - Michele Santopietro kao JoJo Palmice - Matt Servitto kao agent Harris - Lexie Sperduto kao Sophia Baccalieri - Karen Young kao agentica Sanseverino |

## Prva pojavljivanja
- Agentica Robyn Sanseverino: agentica FBI-a zadužena za Adrianu.

## Naslovna referenca
- Naslov epizode ime je Ralphova trkaćeg konja.

## Poveznice s drugim epizodama
- Christopher spominje simbolično pojavljivanje gavrana tijekom svečanosti njegova primanja u mafiju u epizodi "Fortunate Son".

## Produkcija
- U stajama, Hesh spominje trkaćeg konja Seabiscuita, koji je u to vrijeme bio česta popularna referenca zbog knjige o njemu. Ova je epizoda emitirana prije izdanja istoimenog filma iz 2003.
- Scenarist Terence Winter posudio je glas najavljivača utrka.

## Reference na druge medije
- U sceni gdje Adriana kod kuće gleda televiziju, ona gleda najavu za Body by Jake.
- Broj koji Ralph Cifaretto daje svojoj sluškinji, '555-0187', za koji se ispostavlja da je Tonyjev kućni broj, isto je tako broj iz komedije Dirty Work, gdje ga likovi Norma Macdonalda i Artieja Langea koriste kao dio slogana za svoj osvetnički posao, popraćen frazom "Let us do your dirty work!" To se uklapa u situaciju jer Ralph Tonyju prepušta brigu za konja.

## Glazba
- Iz A.J.-eve se sobe, dok Tony leži u krevetu, čuje "The Gift That Keeps On Giving" sastava Deicide.
- Tijekom odjavne špice svira "My Rifle, My Pony and Me" Deana Martina i Rickyja Nelsona, iz vesterna iz 1959. Rio Bravo. Tony je prikazan kako gleda ovaj film (odnosno scenu u kojoj se pojavljuje pjesma) u premijeri četvrte sezone, "For All Debts Public and Private".

## Vanjske poveznice
- Pie-O-My u internetskoj bazi filmova IMDb-a